# Wladimir Nikolajewitsch Zybin

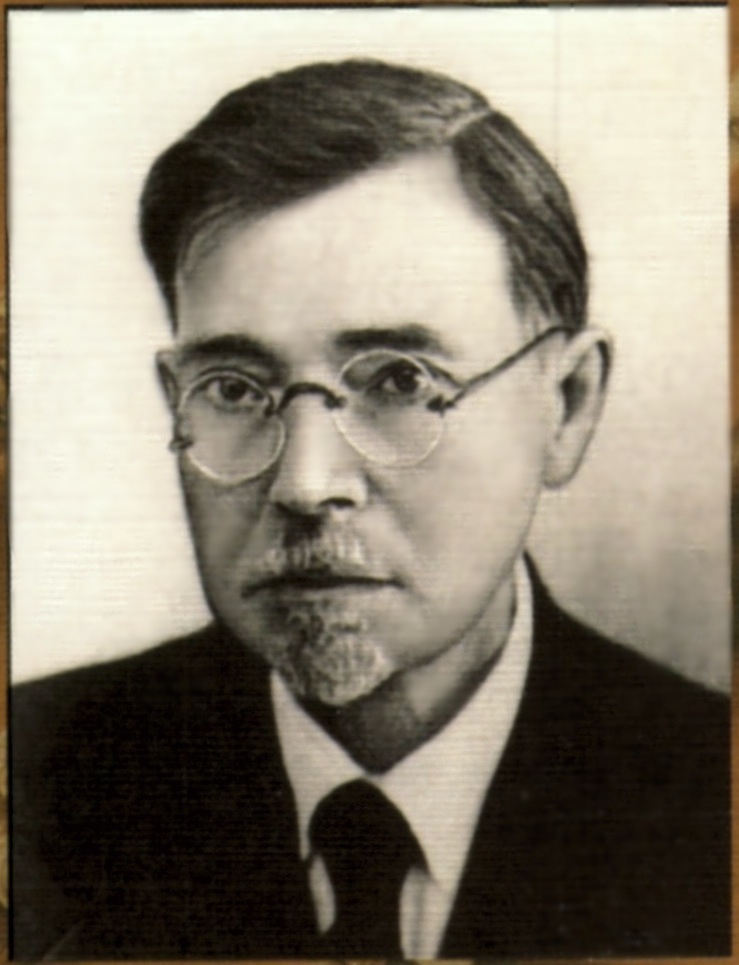
Wladimir Nikolajewitsch Zybin

Wladimir Nikolajewitsch Zybin (russisch Владимир Николаевич Цыбин; * 23. Juli 1877 in Iwanowo-Wosnessensk; † 29. Mai 1949 in Moskau) war ein russischer Flötist, Dirigent, Komponist und Hochschullehrer.

## Leben
Wladimir Zybins Vater war Violinist und Dirigent eines Kleinstadt-Orchesters. Seine Mutter hatte eine gute Stimme und spielte Gitarre. Die Familie zog nach Moskau um, und 1886 starb der Vater an Tuberkulose. Die Mutter schickte den neunjährigen Wladimir in das Militärorchester des 12. Astrachaner Grenadierregiments, in dem er von 1896 bis 1890 Piccoloflöte lernte. Dazu sang er im Chor und lernte Lesen und Schreiben.
Mit 12 Jahren wurde Zybin vom Moskauer Konservatorium in die Flötenklasse von Wilhelm Kretschmann aufgenommen und studierte dort bis 1895. Schon während des Studiums spielte er in verschiedenen privaten Orchestern. 1893 begann er zu dirigieren. Seit 1894 leitete er einen Moskauer Liebhaberkirchenchor. 1895–1896 war er Solist im Orchester des Korsch-Theaters. 1896 gewann er den Piccolowettbewerb des Bolschoi-Theaters und wurde Mitglied des Orchesters. Zeitweise vertrat er den alternden Flötensolisten Ferdinand Büchner. Der Posaunist und Musikkritiker Iwan Lipajew hielt Zybin vergleichbar mit dem außergewöhnlichen französischen Virtuosen Paul Taffanel. 1898 dirigierte er das Blechbläsermilitärorchester in Jaroslawl.
Zybin spielte die Böhm-Flöte. Er gab Gastspiele in Pawlowsk, Kiew, Baku, Rostow am Don, Kislowodsk, Sewastopol und Jalta und spielte unter Bruno Walter, Richard Strauss, Sergei Kussewizki, Eduard Nápravník und Nikolai Golowanow.
1907 ging Zybin nach St. Petersburg und beteiligte sich am Wettbewerb des Mariinski-Theaters um die Nachfolge des verstorbenen Flötisten Ernesto Köhler. Er bekam die Solistenstelle und blieb dort bis 1920. 1909 nahm er an der Gastspielreise der Theatertruppe nach Paris teil. Er trat im Théâtre du Châtelet auf mit Djagilews Ballets Russes. 1910 begann er ein zweites Studium am Sankt Petersburger Konservatorium und studierte bis 1914 Kompositionstheorie in den Klassen von Alexander Glasunow und Anatoli Ljadow und Dirigieren in der Klasse von Nikolai Tscherepnin zusammen mit Sergei Prokofjew, mit dem er sich die Abschlussfeier teilte. Als Dirigent debütierte er am Mariinski-Theater mit La Bohème. Nach dem Tode des Flötisten Fjodor Stepanow übernahm  Zybin 1914 dessen Stelle am nun Leningrader Konservatorium und leitete die Flötenklasse (ab 1917 als Professor). Im Sommer 1915 war er Direktor des Pawlowski-Musikbahnhofs. In den Sommern 1916 und 1917 dirigierte er das Symphonieorchester in Saratow. 1918–1919 war er Assistent des Hauptdirigenten des Ballettorchesters des Mariinski-Theaters Riccardo Drigo.
1920 kehrte er zu seiner Familie nach Moskau zurück. Zusammen mit seiner Frau Jelisaweta Timofejewna (1884–1975) gründete er mit eigenen Mitteln in Puschkino, wo er dann auch lebte, ein Kinder-Musik-und-Kunst-Heim für heimatlose Kinder, das später die Kindermusikschule Nr. 1 wurde. Er entwarf für seine Schützlinge eine Opernvorstellung und verfasste ein einfaches Lehrbuch der Musiktheorie. 1921–1929 arbeitete er als Solist am Bolschoi-Theater. Nach dem Tode Wilhelm Kretschmanns leitete Zybin im Moskauer Konservatorium ab 1923 dessen Flötenklasse (bis zu seinem Tode). 1938–1948 leitete er die Flötenklasse der Musikhochschule am Moskauer Konservatorium. Während des Deutsch-Sowjetischen Krieges leitete er den Lehrstuhl für Blasinstrumente. 1946 wurde er als Verdienter Künstler der RSFSR ausgezeichnet.
Zybin bildete viele bekannte Flötisten aus, auch Nikolai Platonow. Er verfasste das Lehrbuch Grundlagen der Technik des Flötespielens (1940). Die Mehrzahl seiner Werke entstand zwischen 1921 und 1947. Er schuf insbesondere eine Ballettsuite, eine E-Dur-Sinfonie (seine Diplomarbeit 1914), 3 Konzerte für Flöte und Klavier bzw. Orchester, Konzerte für Trompete, Klarinette, Oboe, Horn und Harfe, 10 Etüden für Flöte und Klavier und Romanzen für hohe Stimme und Klavier.
Zybin wurde auf dem Moskauer Wwedenskoje-Friedhof begraben. Seine jüngeren Brüder Pjotr und Alexander waren gleichfalls Berufsmusiker geworden. Der Raumfahrtkonstrukteur Pawel Wladimirowitsch Zybin war sein Sohn. 2007 wurde der Internationale Zybin-Wettbewerb für Flötisten in Moskau durchgeführt.